# Weißer Schöps bei Hähnichen
Weißer Schöps bei Hähnichen este o arie protejată (arie specială de conservare — SAC, sit de importanță comunitară — SCI) din Germania întinsă pe o suprafață de 67 ha, integral pe uscat.

## Localizare
Centrul sitului Weißer Schöps bei Hähnichen este situat la coordonatele 51°22′52″N 14°50′40″E / 51.3811°N 14.8444°E.

## Înființare
Situl Weißer Schöps bei Hähnichen a fost declarat sit de importanță comunitară în iunie 2002 pentru a proteja 3 specii de animale. Situl a fost protejat și ca arie specială de conservare în aprilie 2011.

## Biodiversitate
Situată în ecoregiunea continentală, aria protejată conține 2 habitate naturale: Cursuri de apă de la nivel de câmpie la nivel montan, cu vegetație Ranunculion fluitantis și Callitricho-Batrachion, Fânețe de joasă altitudine (Alopecurus pratensis, Sanguisorba officinalis).
La baza desemnării sitului se află mai multe specii protejate:
- mamifere (1): vidră de râu (Lutra lutra)
- nevertebrate (1): fluturele purpuriu (Lycaena dispar)
- pești (1): țipar (Misgurnus fossilis)